# Pierre Meinadier
Pierre Meinadier est un militaire et homme politique français, né le 16 juillet 1811 à Saint-André-de-Valborgne (Gard) et mort le 14 avril 1896 à Versailles (Seine-et-Oise).

## Détail des mandats
- Sénateur du Gard (1876-1894)
- Conseiller de l'arrondissement du Vigan pour le canton de Saint-André-de-Valborgne (1848[1]-1871[2])
- Conseiller général du Gard pour le canton de Saint-André-de-Valborgne (1871-1893)
- Président du conseil général du Gard (1888-1893)

### Sources
- « Pierre Meinadier », dans Adolphe Robert et Gaston Cougny, Dictionnaire des parlementaires français, Edgar Bourloton, 1889-1891 [détail de l’édition]
- « Meinadier », dans Dictionnaire biographique du Gard, Paris, Flammarion, coll. « Dictionnaires biographiques départementaux » (no 45), 1904 (BNF 35031733), p. 439.
- Daniel Travier, « Meinadier », dans Patrick Cabanel et André Encrevé (dir.), Dictionnaire biographique des protestants français de 1787 à nos jours : M-Q, Paris, Max Chaleil, 2024 (ISBN 978-2-84621-358-5), p. 207.